# Feliciano Candau Pizarro
Feliciano Candau Pizarro (Puerto Serrano, 8 de mayo de 1864), fue un arqueólogo y profesor universitario español.
Ocupó el cargo de Rector de la Universidad de Sevilla de 1915 a 1917 y de 1922 a 1930. 
Fue el primer Hermano Mayor de la Hermandad de los Estudiantes de Sevilla.

## Biografía
Realizó, entre otros, estudios en las Aguzaderas (El Coronil, Sevilla), siendo uno de los motivos por los que el castillo del mismo nombre sería declarado Monumento Nacional en 1923.
Es el autor de la Prehistoria de la Provincia de Sevilla, editada en 1894 y premiada en el Certamen del 10 de mayo de 1894 celebrado por el Ateneo y Sociedad de excursiones de Sevilla. Dedicó dicha obra a su maestro Manuel Sales y Ferré.
Feliciano es citado en diversas ocasiones por Jorge Bonsor.